# Дансер, Бенедиктус Хубертус
Бенедиктус Хубертус Дансер (нидерл. Benedictus Hubertus Danser; 1891—1943) — нидерландский ботаник-систематик.

## Биография
Родился 24 мая 1891 года в городе Схидам близ Роттердама в семье Корнелиса Дансера и его супруги Йозефины. Начальное образование получал в родном городе, с детства интересовался энтомологией, однако не любил убивать животных для коллекций и решил изучать ботанику. С 1910 года некоторое время преподавал в школе в Схидаме. В свободное время изучал иностранные языки.
Учился в Амстердамском университете, в 1921 году получил степень доктора философии за работу по семейству Гречишные. С 1920 по 1925 год Бенедиктус Хубертус преподавал в школе в Харлеме. В 1925 году он отправился в Голландскую Ост-Индию, где стал ассистентом в гербарии Бейтензорга. Там он написал объёмные монографии гречишных, непентовых и ремнецветниковых голландских колониальных владений.
В 1929 году Дансер вернулся в Нидерланды, став ассистентом в Гронингенском университете. В 1931 году он был назначен экстраординарным профессором, 1 октября 1943 года стал полным профессором. 14 октября из-за головной боли Дансер не смог явиться на работу. 18 октября 1943 года скончался в больнице от обширного инсульта.

## Некоторые научные публикации
- Danser, B.H. Contributions a l'étude de la flore des Indes Neerlandaises (фр.) // Bulletin du jardin botanique de Buitenzorg Série 3 : magazine. — 1928. — Vol. 9, no 3—4. — P. 249—438.

## Роды растений, названные в честь Б. Х. Дансера
- Dansera Steenis, 1948 [= Dialium L., 1767]
- Danserella Balle, 1955, nom. nud. [= Oncocalyx Tiegh., 1895]